# Una fatale supposizione
Una fatale supposizione (Una suposición fatal, en español) es una farsa per musica en un acto con música de Carlo Coccia y libreto de Giuseppe Maria Foppa. Se estrenó el 19 de enero de 1811 en el Teatro San Moisè de Venecia.